# Oldřich Buďárek
Oldřich Buďárek (11. března 1915 – po 1985?) je bývalý československý lyžař, skokan na lyžích.

## Sportovní kariéra
Na IV. ZOH v Garmisch-Partenkirchen 1936 skončil ve skocích na lyžích na 40. místě. Na Mistrovství světa v klasickém lyžování 1937 v Chamonix skončil ve skocích na lyžích na 20. místě. Vítěz Mistrovství Protektorátu Čechy a Morava ve skoku na lyžích 1941.